# Johann II. (Nassau-Beilstein)
Johann II. von Nassau-Beilstein (* vor 1492; † 1513) war von Mai 1499 bis zu seinem Lebensende Graf von Nassau-Beilstein.

## Leben
Johann wurde als ältester Sohn von Heinrich IV. von Nassau-Beilstein und seiner Frau Eva von Sayn geboren. Im Jahr 1492 verlobte er sich mit Maria von Solms, einer Tochter Otto von Solms. Als Mitgift brachte sie, bei ihrer Hochzeit, das Dorf Niedershausen zum Haus Nassau-Beilstein.
Heinrich IV. von Nassau-Beilstein übertrug seinem Sohn 1498 die Statthalterschaft in den umfangreichen Kurkölner Pfandschaften die insbesondere aus den Ämtern Altenwied, Linz, Lahr und Waldenburg bestanden. Im folgenden Jahr, nach dem Ableben seines Vaters, erbte Johann den übrigen Besitz. Die Teilungsvereinbarungen, die er hierüber mit seinen Brüdern schloss, sind nicht mehr überliefert.
Aufgrund finanzieller Probleme musste Johann bereits 1504 Teile des Pfandbesitz weiter veräußern. Im Streit um die Herrschaft Herrschaften Gemen und die Vest Recklinghausen konnte er sich nicht gegen die Grafen von Holstein-Schauenburg durchsetzen. Nach dem erwarteten Aussterben der Herren zu Gemen im Mannesstammn hatte sein Onkel Johann zu Gemen das Haus Nassau-Beilstein durch Schenkung und Testament als Nachfolger eingesetzt. Den Grafen von Holstein-Schauenburg gelang es jedoch, dass Erbe aufgrund familiärer Verflechtungen einzuziehen. Graf Johann von Holstein-Schauenburg war mit Cordula zu Gemen, einer Tochter Heinrich zu Gemens, verheiratet. Johann II. von Nassau-Beilstein erhielt 1505 lediglich eine Abfindung von 4000 Goldgulden.
Wegen seiner enger Verflechtungen zu Kurköln und seiner zahlreichen Pfandschaften hielt sich Johann oft am Hof des Kölner Erzbischofs auf. So ist er Teilnehmer des Kölner Reichstag von 1505 und trat 1508 der Kölnischen Erbeinigung von 1463 bei.
Nach dem Tod seiner ersten Frau vermählte sich Johann mit Anna zu Lippe, eine Tochter von Bernhard VII. zur Lippe und die Witwe von Graf Otto von Hoya. Johann starb zwischen März und August 1513. Nach seinem frühen Tod kam es zum Streit zwischen seinen Kindern und Geschwistern um sein Erbe. Sein Bruder Bernhard erhielt aus der Kölner Pfandschaft das Lahr und Anteile an den Ämtern Altenwied und Linz. Sein Sohn Johann III. erhielt zunächst das Stammland um Burg Beilstein im Westerwald.

## Familie
Johann war in erster Ehe mit Maria von Solms († September 1505) verheiratet. Mit ihr hatte er folgende Kinder:
- Johann III., Graf von Nassau-Beilstein zu Beilstein
- Heinrich († 25. Februar 1525), Johanniter, fiel in der Schlacht von Pavia
- Hermanna (* vor 1518; † 7. Juli 1584); Stiftfrau im Kloster Engelthal bei Bonn
- Eva († 1575); Nonne im Benediktinerkloster Walsdorf

In zweiter Ehe heiratete er Anna zu Lippe († nach dem 27. Dezember 1533). Aus dieser Ehe gingen keine Kinder hervor.